# Monocephalus fuscipes
Monocephalus fuscipes är en spindelart som först beskrevs av John Blackwall 1836.  Monocephalus fuscipes ingår i släktet Monocephalus och familjen täckvävarspindlar. Inga underarter finns listade i Catalogue of Life.